# الحضارة العظمى
الحضارة العظمى (بالفارسية: تمدن بزرگ) مصطلح يصف طموحات شاه إيران السياسية لإيران بظروف مجتمعية شبه مثالية، مثل عدم الفقر أو الجهل أو الأمية أو الفساد أو الاستغلال أو التمييز.
لقد تصوّر الشاه أن خدمات الصحة العامة ستجلب «لكل إيراني أرفع معايير الصحة والقدرة على التحمل» والتعليم الذي سينتج «أكبر درجة ممكنة من الرفاهية العقلية والفكرية و» الضمان الاجتماعي «من الولادة إلى الوفاة»، والأجور التي ستسمح لكل فرد بتوفير الاحتياجات الاساسية. وكجزء من الحضارة الكبرى، سيضمن جميع الإيرانيين السكن الخالي من الجوع. لقد توقع الشاه أن الحضارة العظمى سوف لن تكون في المستقبل البعيد، حيث ستصل إيران إلى مستوى التقدم الذي حققته أوروبا الغربية في عام 1978 بحلول عام 1990، وستلحق إيران بدول مثل فرنسا وإنجلترا بحلول نهاية القرن العشرين، كما وتنبأ الشاه بأن مصير الحضارة العظمى هو لكون الإيرانيين يتمتعون بالطاقة الطبيعية التي لا تقهر والإنسانية والإحساس بالعدالة والحقوق، وموهبة العلوم والأدب والفنون والنظرة العالمية والوطنية العميقة الجذور التي تحمي الإيرانيين في أي محنة. سعى الشاه لإثبات أن حضارة إيران العظمى ستتفوق على حضارة الدول الغربية وتتجنب التقصير الحاصل في الغرب. أخبر الشاه الغربيين أن إيران ستكون «خالية من عيوب مجتمعكم الغربي»، وفي صحيفة هندية صدرت عام 1974، صرّح الشاه:«أننا كدول شرقية إذا قمنا بحماية ميراثنا... فأنا واثق من أننا سنتجنب الهاوية التي آلت اليها الحضارات الدنيوية والمادية.» 
سأل المحاور لورانس إي سبيفاك الشاه خلال مقابلة مع البرنامج الإعلامي الأمريكي Meet the Press :«جلالة الملك، أوردت في مقابلة العام الماضي أن إيران ستصبح خامس أكبر قوة عالمية خلال 25 عامًا، وأن إنجازاتكم ستكون بمثابة مساهمتكمم لمتاحة في الحضارة. ما الذي تود أن تساهم به في الحضارة؟» أجاب الشاه:
"